# Holovanivský rajón
Holovanivský rajón (ukrajinsky Голованівський район) je rajón v Kirovohradské oblasti na Ukrajině. Hlavním městem je sídlo městského typu Holovanivsk a rajón má přibližně 125 tisíc obyvatel.

## Města v rajónu
- Blahoviščenske
- Hajvoron